# 落落
落落（1982年4月30日—），本名赵佳蓉，上海人，女作家。《新蕾》、《最小说》等青春杂志作家，《梦幻总动员》、《漫友》等动漫杂志编辑、写手。参与创办《岛》书系和《最小说》，并曾担任《最小说》文字总监。2015年执导爱情片《剩者为王》。

## 生平
1982年4月30日，赵佳蓉出生在上海市徐汇区，母亲毛福敏曾是上海市实验学校的教师。其高中就读于上海市进才中学，因沉迷漫画导致成绩很差，高考失利之后，加入杂志《漫友》出任编辑、漫评，同时以笔名“落落”发表作品，笔名取自作家陈丹燕的《女中学生传奇》。

## 主要作品
- 2005年 《年华是无效信》  长篇小说
- 2005年 《那些生命中温暖而美好的事情》  短篇小说集
- 2006年 《尘埃星球》  长篇小说
- 2008年 《不朽》  散文集
- 2008年 《须臾》  全彩图文随笔集
- 2011年 《文艺风象》  主编/连载小说
- 2010年 《年华是无效信》  新版
- 2011年 《千秋》  散文集
- 2011年 《万象》  全彩图文随笔